# Polyamia sabina
Polyamia sabina är en insektsart som beskrevs av Beamer och Leonard D. Tuthill 1934. Polyamia sabina ingår i släktet Polyamia och familjen dvärgstritar. Inga underarter finns listade i Catalogue of Life.